# Rama - et lystspil
|  | Denne artikel er oprettet af botten PalnaBot ud fra en ekstern database. Den kan derfor have sproglige fejl eller mangler. Denne skabelon kan fjernes efter kontrol af indholdet. |

Rama - et lystspil er en film instrueret af Peter Lind.

## Handling
Pressen skrev : - 

Berlingske Tidende: RAMA er ikke et filmisk kærtegn, men en knytnæve i sanserne - 

Politiken : Replikkerne er grumsede, farverne lige sådan, spillet primitivt... øretæve indbydende...